# Steenfabriek (Gilze)
De Steenfabriek was het eerste industriële bedrijf in Gilze, dat bestaan heeft van 1890 tot 1991.

## Geschiedenis
Het was gevestigd aan de Alphense Weg 19, en werd opgericht door Johannes Botermans, die reeds een schoenfabriek te Dongen bezat. Hij kocht in 1903 de Goirlese Watermolen en richtte omstreeks 1897 de steenfabriek op. Daar ter plaatse waren leemlagen te vinden die uitstekend geschikt waren voor de fabricage van baksteen. In 1918 werd de fabriek overgenomen door de heer Hendrikx, die eigenaar was van een Dongense leerlooierij.
Onder zijn leiding groeide het bedrijf uit tot een zeer gewaardeerde producent van bakstenen. De Gilzersteen werd een begrip in de wijde omgeving. In 1946 nam dhr. Hendrikx' zoon, Sjef Hendrikx, de fabriek over. Deze had toen reeds de beschikking over een ringoven en breidde nog verder uit. De leem werd met een smalspoorbaan vervoerd en de locomotiefjes die de treintjes trokken bevinden zich tegenwoordig in het Nationaal Smalspoormuseum.
In 1978 nam Sjefs zoon, Ton Hendrikx, het bedrijf over. Nu was de inventaris echter sterk verouderd en er was een hevige concurrentie in de baksteenwereld: baksteen verloor terrein aan beton en de wederopbouwperiode was voorbij. In 1989 werd de fabriek overgenomen door het Belgische bedrijf DeSimpel, dat al eerder een steenfabriek in Nederland in bezit had gekregen. Sluiting van de fabriek volgde in 1991.

## Verval en herbestemming
Na de sluiting trad het verval in. Vandalisme, de groei van complete bomen door het dak en de opnamen voor de oorlogsfilm "Schimmen" uit 2002 eisten hun tol van de monumentale fabriek. In 2004 werd besloten om het complex een herbestemming te geven. Uitvoerder was architectenbureau Vermeer, dat er ook een kantoor inrichtte. Er verschenen woningen en kantoren in de fabrieksgebouwen, terwijl ook in een openbare ruimte werd voorzien, waarin culturele activiteiten kunnen plaatsvinden. Er werd hierbij zo veel mogelijk uitgegaan van de situatie van 1955, waarbij het ringovengebouw met schoorsteen de belangrijkste plaats inneemt. 